# Оставшиеся позади
«Оставшиеся позади» (англ. Left Behind) — седьмой эпизод американского постапокалиптического телесериала «Одни из нас», премьера которого состоялась 26 февраля 2023 года на канале HBO. Сценарий эпизода написал Нил Дракманн, а Лиза Джонсон стала его режиссёром. В эпизоде Элли (Белла Рамзи) ищет припасы, чтобы спасти жизнь Джоэла (Педро Паскаль). Во флешбэках эпизода рассказывается, как Элли проводит время со своей лучшей подругой Райли Абель (Сторм Рид) в Бостоне.
Эпизод является телевизионной адаптацией сюжетного дополнения игры The Last of Us под названием The Last of Us: Left Behind. Лизе Джонсон, которая прошла всю игру после того, как получила должность режиссёра, дали полную свободу действий в эпизоде, дав ей возможность не копировать исходный материал. Эпизод снимали в январе и феврале 2022 года в Калгари. Эпизод получил положительные отзывы от критиков, которые похвалили сценарий, режиссуру, операторскую работу и игру Рамзи и Рид. Только на кабельном телевидении (без учёта стриминговых сервисов) эпизод посмотрело более одного миллиона зрителей.

## Сюжет
Элли (Белла Рамзи) пытается излечить раненного Джоэла (Педро Паскаль). Джоэл требует, чтобы Элли бросила его умирать. Когда Элли начинает уходить, она останавливается и вспоминает события, которые привели её к заражению.
Несколько месяцев назад Элли была ученицей-сиротой военной школы-интерната в Карантинной зоне Бостона, которой управляет Федеральное агентство по урегулированию стихийных бедствий (FEDRA). После того, как Элли ввязывается в драку с другой девушкой, капитан Квонг (Терри Чен) призывает её следовать правилам, чтобы в конечном итоге стать лидером FEDRA. Позже той же ночью лучшая подруга Элли, Райли Абель (Сторм Рид), пробирается в её комнату. Элли злится на Райли за то, что она присоединилась к «Цикадам» (повстанческая группа, выступающая против FEDRA) и оставила её одну в школе на несколько недель. Райли ведёт её в заброшенный торговый центр.
В торговом центре Элли счастлива, когда она бегает по эскалатору, катается на карусели, заходит в фотобудку и играет аркаду вместе с Райли. Когда Элли находит кровать Райли и самодельные бомбы, она расспрашивает Райли о жестокой философии «Цикад». Райли рассказывает, что «Цикады» собираются перевести её в карантинную зону Атланты, и она привела Элли в торговый центр, чтобы попрощаться. Элли сначала выбегает из торгового центра, но возвращается к Райли. Они танцуют вместе, и Элли уговаривает Райли не уходить. Райли соглашается, и они целуются.
Вскоре после этого, на пару нападает заражённый, которого привлёк шум. Элли в конце концов убивает его, но с ужасом осознаёт, что он укусил и её, и Райли. Райли предлагает, чтобы они вместе ждали, пока они не превратятся в заражённых, утверждая, что независимо от того, как мало времени им осталось провести вместе, за это стоит сражаться. В настоящем Элли вспоминает слова Райли. Она находит иголку с ниткой и начинает зашивать рану Джоэла.

## Производство

### Разработка и сценарий
Сценарий к «Оставшимся позади» написал соавтор сериала «Одни из нас» Нил Дракманн, а его режиссёром стала Лиза Джонсон. В январе 2022 года Гильдия режиссёров Канады сообщила, что Джонсон была назначена одним из режиссёров сериала. Джонсон прошла всю игру после того, как её назначили на должность режиссёра в сериале. «Оставшиеся позади» является адаптацией The Last of Us: Left Behind (2014), загружаемого дополнения видеоигры, на которой основан сериал. Дракманн и соавтор сериала Крейг Мейзин дали Джонсон и оператору Ксении Середе полную свободу действий в эпизоде, дав им возможность не копировать исходный материал.
Для первого появления Райли в комиксе «The Last of Us: American Dreams» художница Фейт Эрин Хикс и разработчики из Naughty Dog создали оригинальную вымышленную аркадную игру The Turning, чтобы обойти проблемы с лицензированием; для телесериала Дракманн и Мейзин смогли использовать Mortal Kombat II, игру, на которой была основана The Turning:47:19. Дракманн и Мейзин стремились не позиционировать какую-либо фракцию исключительно как добрую или злую, и они показали более положительную сторону FEDRA в «Оставшихся позади», чтобы сопоставить её их негативному изображению в первом эпизоде:12:47. Изначально эпизод был написан так, что в нём не было каких-либо упоминаний о Джоэле; продюсеры из HBO попросили, чтобы у эпизода была связь с основной историей, как это было у Left Behind:4:44.
Дракманн выбрал песню группы Pearl Jam «All or None», поскольку она олицетворяла одиночество и неуютность Элли, а её название отражало её общее отношение к жизни:7:28. Включение песни «Just Like Heaven» в исполнении Rockabye Baby! было предложено монтажёром Тимоти А. Гудом, который уже некоторое время хотел её использовать:38:27. Версия песни «I Got You Babe» в исполнении Этты Джеймс, которая звучала в игре, была вновь использована в этом эпизоде; Дракманн чувствовал, что романтический текст песни, скрытый за радостной музыкой, отражает чувства Элли и Райли:56:28.

### Подбор актёров и персонажи
14 января 2022 года было объявлено, что Сторм Рид получила роль Райли. До того, как получить роль, Рид не была знакома с игрой; когда ей предложили сняться в шоу, она спросила мнение семьи и друзей об игре. Она просмотрела ролики с прохождением игры, чтобы понять эмоции, но в основном она старалась не копировать игру, чтобы обеспечить оригинальный подход к роли; она хотела «отточить» манеру, в которой передвигается и «занимала место» Райли. Рид снималась в сериале около месяца. Она посчитала изображение детей в этом эпизоде освежающим, поскольку они отсутствовали в недавних эпизодах.
Белла Рамзи обнаружила, что химия между Элли и Райли была знакомой ей, и она отметила, что от этого ей было легче исполнять роль. У неё и Рид было мало времени, чтобы сблизиться до начала съёмок. Они стали более близкими друг к другу за время съёмок; в одном из дублей Рид назвала Рамзи «мамой». Сцена за игрой в аркаду была импровизированной; Рамзи и Рид играли в рабочую версию Mortal Kombat II. Рамзи не смотрела сцену заражения Элли до съёмок, и впоследствии отметила, что её версия исполнения была более сердитой, чем в игре, где версия персонажа была напугана. Рид сочла финальную сцену эмоциональной для исполнения, поскольку она была одной из последних, которые снимали. Рамзи столкнулась с некоторыми трудностями при съёмках сцен в школе, поскольку она не посещала школу с тех пор, как начала сниматься, когда ей было только одиннадцать лет.

### Съёмки
Для съёмок художник-постановщик Джон Пейно надеялся найти торговый центр в американском стиле в Калгари, поскольку он большую часть своего детства провёл в торговых центрах. Съёмочной группе было предоставлено разрешение переоборудовать торговый центр Northland Village для производства, поскольку его планировалось снести:29:37. Торговый центр был переоборудован в январе 2022 года, и его украсили сухими листьями, сломанными опорами и другим мусором. Пейно и его команда построили в торговом центре от 20 до 25 витрин, каждая из которых была уменьшенной версией реальных магазинов, таких как Foot Locker, Panda Express и Victoria’s Secret. Центр оказался непригодным для съёмок некоторых кадров, поскольку он в основном состоял из одного этажа, а не двух, как это было в игре, что побудило команду использовать звуковую сцену и визуальные эффекты; фон кадра, где включается освещение, был создан с помощью визуальных эффектов, из-за которых Мейзин и Дракманн провели несколько встреч с супервайзером визуальным эффектам Алексом Вангом:29:37.
Карусель была арендована в другом торговом центре; первоначально она располагалась в торговом центре Northland Village, пока он не закрылся. Центральные панели, отсылающие к Калгарийскому Стампиду, были заменены светоотражающими панелями, чтобы добавить «ощущение галлюцинации». Зал игровых автоматов состоял из настоящих аркад, таких как Frogger и Tetris, поскольку Мейзин и Дракманн хотели придать ему реалистичности; экраны с электронно-лучевыми трубками были заменены светодиодами, чтобы обеспечить чёткое изображение при съёмке. Заброшенные магазины в торговом центре использовались в качестве гримёрных для актёров. В январе производство переместилось в Окотокс, где были добавлены деревья, трава и снег; съёмки проходили в феврале.

## Восприятие

### Показ и рейтинги
Премьера эпизода состоялась на канале HBO 26 февраля 2023 года. На телевидении эпизод посмотрело 1,083 миллиона зрителей в ночь показа. По словам нескольких зрителей, поцелуй Элли и Райли подвергся цензуре на OSN+ в регионе стран MENA.

### Реакция критиков
На сайте Rotten Tomatoes «Оставшиеся позади» имеет рейтинг 97% на основании 29 отзывов со средней оценкой 8,3/10. Согласно консенсусу сайта, критики назвали эпизод «душераздирающим дуэтом Беллы Рамзи и Сторм Рид». Несколько критиков высоко оценили визуальные эффекты торгового центра; Бернарду Бу из Den of Geek понравилось сочетание искусственности и романтики, а Аарон Бейн из Push Square похвалил сходство эпизода с игрой. Брэдли Рассел из «Total Film» счёл начальную сцену эфемерной, так как она отражала угасающее сознание Джоэла. Дэвид Коут из The A.V. Club похвалил сцену сражения с заражённым, назвав её лучшей сценой ближнего боя в сериале на сегодняшний день. Также хорошо было воспринято использование музыки в эпизоде.
Выступления Рамзи и Рид удостоились особой похвалы; Том Чанг из Bleeding Cool назвал их «достойными награды». Несколько критиков сочли их химию убедительной и посчитали её изюминкой эпизода. Чанг из Bleeding Cool и Рафаэль Мотамайор из /Film посчитали эпизод на сегодняшний день самым сильным для Рамзи, а Саймон Карди из IGN и Бейн из Push Square посчитали его эффективной демонстрацией её актёрских талантов. Рассел из «Total Film» похвалил реакцию Рамзи на заражение Элли ближе к концу эпизода, особенно после её более спокойной реакции в начале эпизода. Мотамайор из /Film написал, что Рид «даёт незабываемое выступление, которое … запоминается надолго после окончания титров», а Бейн из Push Square чувствовал, что она эффективно передавала чувство «юношеской гордости» Райли. Чанг из Bleeding Cool почувствовал, что выступления оказались в выигрыше благодаря опыту Джонсон в режиссуре драматических сериалов с участием женщин.
Карди из IGN назвал эпизод «прекрасно достоверной адаптацией». Ширли Ли из «The Atlantic» назвала эту историю «тихим празднованием мира, который когда-то существовал». Бу из Den of Geek счёл сцены, действие которых происходит в настоящее время, короткими и поэтичными. Жермен Люссье из io9 похвалил использование флэшбэков для контекстуализации затруднительного положения Элли в настоящем времени, назвав это «гениальным ходом», и похвалил реакцию Элли на огни торгового центра и аркаду; Даррен Муни из The Escapist аналогичным образом посчитал реакцию Элли и Райли впечатляющей. Надира Гоффе из Slate похвалила использование торгового центра как квинтэссенции обстановки для истории о совершеннолетии. Рассел из «Total Film» счёл развязку предыдущего эпизода резкой, а концовку эпизода поспешной по сравнению с предыдущими сценами. Кеннет Шепард из Kotaku посчитал, что замена The Turning на Mortal Kombat II была корпоративным ходом и не смогла воссоздать одну из самых сильных сцен игры. Мотамайор из /Film написал, что в эпизоде использовался троп, когда чернокожий персонаж умирает лишь для того, чтобы мотивировать белых персонажей.

## Комментарии
1. ↑  Издатель игры Mortal Kombat, Warner Bros. Games, является подразделением Warner Bros. Discovery, материнской компании телеканала HBO, где транслируется «Одни из нас»[7]:47:19.